# Laghetto Pelas
Il Laghetto Pelas (Lac di Pelasc) è un piccolo lago alpino sito nella frazione Borgo San Giacomo del comune di Venzone.

## Descrizione
Grazie all'apporto di alcune falde freatiche mantiene un livello delle acque costante anche durante la stagione secca.